# Elisabeth Köstinger
Elisabeth Köstinger (Wolfsberg, 1978. november 22. –) osztrák politikus, 2017 és 2019 között, illetve 2020 és 2022 között Ausztria mezőgazdasági és turizmusügyi minisztere.

## Politikai karrier
2009. július 14. és 2017. november 8. között az Európai Parlament tagja volt.
2017 májusa és 2018 januárja között az ÖVP főtitkára volt, 2017 júniusától Stefan Steinerrel együtt.
2017. november 9-én a Ausztria Nemzeti Tanácsának tagja és elnöke lett, de csak öt hétig töltötte be a pozíciót. Ezt követően, 2017. december 19-én szövetségi miniszter lett.